# Nisa
Nisa ist eine Kleinstadt (Vila) und ein Kreis (Concelho) in Portugal mit 5952 Einwohnern (Stand 19. April 2021).

## Geschichte
Funde belegen eine Besiedlung seit der Jungsteinzeit. Auf einer eisenzeitlichen Siedlung der Castrokultur errichteten die Römer eine eigene befestigte Ortschaft. Der heutige Name geht möglicherweise auf eine Villa zurück, die hier im Zuge der Besiedlung durch Angehörige verschiedener Völker des Römischen Reichs entstand. Nisa soll demnach die griechische Besitzerin der Villa geheißen haben, die als Namensgeberin der Ortschaft diente.
Nach der Eroberung weiter Teile des heutigen Alentejo von den Mauren gab König Sancho I. das hiesige Gebiet 1199 an den Templerorden. Dieser sorgte für die Besiedlung, hier vor allem mit südfranzösischen Siedlern, welche die hier entstehenden Ortschaften nach französischen Orten benannten. Gemäß dieser zweiten Namenstheorie entstand so der heutige Ortsname Nisa (von Nizza, französisch: Nice). Auch andere Ortsnamen heutiger Gemeinden des Kreises sollen so entstanden sein, darunter Montalvão (von Montauban), Arez (von Arles) und Tolosa (von Toulouse).
Zwischen 1229 und 1232 erhielt Nisa seine ersten Stadtrechte und wurde ein eigenständiger Kreis. Während der Auseinandersetzungen zwischen dem portugiesischen König D.Afonso IV. und dessen Schwiegersohn, dem kastilischen König Alfons XI., erlitt Nisa schwere Zerstörungen.
König Manuel I. erneuerte 1512 die Stadtrechte im Zuge seiner Verwaltungsreformen.

## Wappen
Das Wappen zeigt eine Burg, über deren mittleren Turm das Kreuz des Christusordens zu sehen ist. Über dem linken Burgturm steht das portugiesische Wappen der Quinas, über dem rechten Turm ein islamischer Halbmond, während über beiden jeweils ein sechsstrahliger Stern steht. Das Wappen gibt die historische Entstehung des Ortes als islamischer, dann christlicher Ort wieder.
König D.João I. verlieh Nisa mit Dekret vom 13. Oktober 1343 den Titel Notável Vila de Nisa (dt.: Bemerkenswerte Kleinstadt von Nisa). Seither führt der Ort die Bezeichnung im Wappen.

## Kultur und Sehenswürdigkeiten
Der Menhir do Patalou steht in der Tapada von Bajanca, südöstlich von Nisa. 
Landesweit bekannt sind die Thermalquellen und die lokale Käsespezialität, der herkunftsgeschützte Schafskäse Queijo de Nisa. Auch das hiesige Kunsthandwerk ist bekannt, insbesondere die Töpferei und die Stickerei. Das im historischen Gefängnisgebäude untergebrachte Museum Museu do Bordado e do Barro (dt.: Stickerei- und Tonmuseum) widmet sich diesen lokalen Traditionen.
Zu den Baudenkmälern des Ortes gehören historische Wohnhäuser und Brunnen, eine Reihe Sakralbauten, und verschiedene historische öffentliche Gebäude, wie das Kino, das Postgebäude, das Krankenhaus, und ein Viertel des sozialen Wohnungsbaus des Estado-Novo-Regimes. Zu nennen ist zudem eine römische Brücke mit Römerstraße, und die erhalten gebliebenen Teile der mittelalterlichen Burg, Stadtmauer und Tore.
Zudem steht der historische Ortskern als Ganzes unter Denkmalschutz. Thematisch sortierte Rundgänge und Wanderwege führen durch den Ort und den Kreis, etwa historische oder naturthematische Touren. Nisa ist Teil der gastronomisch-kulinarischen Route des Alentejo, der Rota dos Sabores. Neben Wandern wird in den Naturschutzgebieten im Umkreis zudem Vogelbeobachtung betrieben.

## Verwaltung

### Kreis
Nisa ist Verwaltungssitz eines gleichnamigen Kreises (Concelho), der im Osten an Spanien grenzt. Die Nachbarkreise sind (im Uhrzeigersinn im Norden beginnend): Vila Velha de Ródão, Castelo de Vide, Portalegre, Gavião sowie Mação.
Bis zur Gebietsreform vom 29. September 2013 bestand der Kreis aus 10 Gemeinden, von denen Nossa Senhora da Graça und Espírito Santo die Ortsgemeinden der Kreisstadt Nisa darstellten. 2013 wurden dann Espírito Santo, Nossa Senhora da Graça und São Simão zu einer neuen Gemeinde zusammengefasst, ebenso Arez und Amieira do Tejo, so dass der Kreis heute aus sieben Gemeinden besteht.
Die folgenden Gemeinden (Freguesias) bilden den Kreis Nisa:

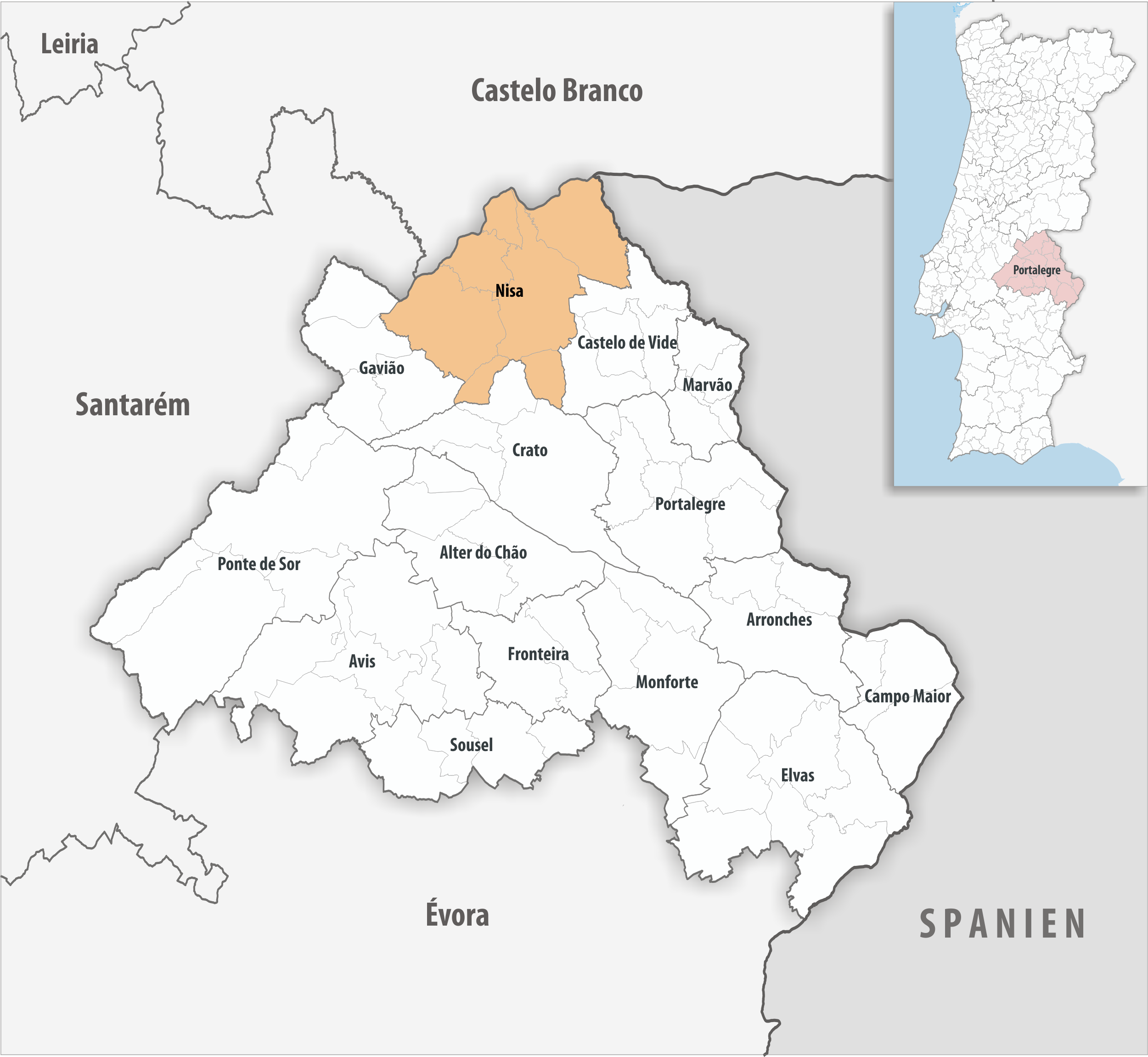
Kreis Nisa

| Gemeinde                                           | Einwohner (2021) | Fläche km² | Dichte Einw./km² | LAU- Code |
| -------------------------------------------------- | ---------------- | ---------- | ---------------- | --------- |
| Alpalhão                                           | 989              | 34,23      | 29               | 121201    |
| Arez e Amieira do Tejo                             | 392              | 158,23     | 2                | 121211    |
| Espírito Santo, Nossa Senhora da Graça e São Simão | 2.996            | 153,66     | 19               | 121212    |
| Montalvão                                          | 290              | 124,17     | 2                | 121205    |
| Santana                                            | 277              | 27,19      | 10               | 121207    |
| São Matias                                         | 197              | 54,66      | 4                | 121208    |
| Tolosa                                             | 811              | 23,53      | 34               | 121210    |
| Kreis Nisa                                         | 5.952            | 575,67     | 10               | 1212      |

### Bevölkerungsentwicklung
| Einwohnerzahl im Kreis Nisa (1801–2011) | Einwohnerzahl im Kreis Nisa (1801–2011) | Einwohnerzahl im Kreis Nisa (1801–2011) | Einwohnerzahl im Kreis Nisa (1801–2011) | Einwohnerzahl im Kreis Nisa (1801–2011) | Einwohnerzahl im Kreis Nisa (1801–2011) | Einwohnerzahl im Kreis Nisa (1801–2011) | Einwohnerzahl im Kreis Nisa (1801–2011) | Einwohnerzahl im Kreis Nisa (1801–2011) | Einwohnerzahl im Kreis Nisa (1801–2011) |
| --------------------------------------- | --------------------------------------- | --------------------------------------- | --------------------------------------- | --------------------------------------- | --------------------------------------- | --------------------------------------- | --------------------------------------- | --------------------------------------- | --------------------------------------- |
| 1801                                    | 1849                                    | 1900                                    | 1930                                    | 1960                                    | 1981                                    | 1991                                    | 2001                                    | 2004                                    | 2011                                    |
| 3.267                                   | 6.125                                   | 13.255                                  | 16.697                                  | 17.976                                  | 10.734                                  | 9.864                                   | 8.585                                   | 8.047                                   | 7.450                                   |

Sein bedeutendstes Wachstum erlebte der Kreis im Verlauf der verschiedenen Verwaltungsreformen nach der Liberalen Revolution 1822 bis zur Jahrhundertwende. So wurden die eigenständigen Kreise Arêz und Montalvão 1836 aufgelöst und dem Kreis Nisa angegliedert, und nach 1895 wiederhergestellter Eigenständigkeit 1898 endgültig Nisa einverleibt. Die Gemeinde Amieira do Tejo wurde währenddessen 1836 von Nisa abgetrennt und dem Kreis Gavião angegliedert, um 1895 zu Nisa zurückzukehren. Die ehemals eigenständigen Kreise Alpalhão und Tolosa wurden mit ihrer Auflösung 1853 ebenfalls Gemeinden Nisas.
Entsprechend der Entwicklung weiter Teile des Alentejo, leidet auch der Kreis Nisa seit den 1960er Jahren unter Abwanderung. Auswanderungswellen fanden insbesondere in die Anfang der 1960er Jahre entstandenen Industrievorstädte am Lissabon gegenüberliegenden Flussufer, der Margem Sul do Tejo statt.

### Kommunaler Feiertag
- Ostermontag

### Städtepartnerschaften
- Portugal: Vidigueira (seit 1992)
- Frankreich: Azay-le-Rideau (seit 1993)
- Portugal: Sines (seit 1994)
- Kap Verde: Tarrafal (Kooperationsabkommen seit 2008)[16]

## Wirtschaft
Der Kreis ist landwirtschaftlich geprägt, insbesondere Viehzucht, Getreide- und Gemüseanbau, und die Produktion von Kork und Olivenöl sind hier zu nennen.
Neben Kunsthandwerk hat auch der Tourismus an Bedeutung gewonnen, insbesondere in Form von Individualtourismus, etwa in Einrichtungen des Turismo rural. Bedeutendster Aktivposten des hiesigen Fremdenverkehrs ist jedoch das Thermalbad Termas da Fadagosa de Nisa. Es ist für die therapeutische Kraft seiner Heilquellen bekannt. Ein umfangreiches Angebot in den Bereichen Rehabilitation und Wellness, mit verschiedenen Gesundheitseinrichtungen und Spa, bis zu Hotels und einem Campingplatz, sind ein wesentlicher Faktor im Fremdenverkehr des Kreises.

## Verkehr
Nisa ist über die Nationalstraße N18 mit dem 12 km südlich gelegenen Gemeindeort Alpalhão und dessen Anschluss an die IP2 (hier auch Europastraße E 802) verbunden. Nördlich verläuft die N18, über das 18 km entfernte Vila Velha de Ródão, bis zur 24 km entfernten Anschlussstelle Nr. 19 der Autobahn A23 in Tavila. Über eine kommunale Straße, an Monte Claro vorbei, liegt 18 km westlich die Anschlussstelle Nr. 15 der A23, bei Gardete.
In Vila Velha de Ródão liegt auch der nächste Bahnhof, an der Eisenbahnstrecke der Linha da Beira Baixa.
Nisa ist in das landesweite Busnetz der Rede Expressos eingebunden.

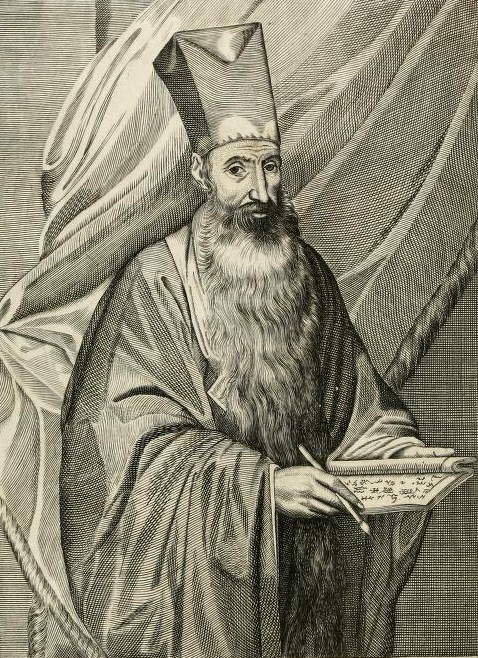
Álvaro de Semedo, 1655

## Söhne und Töchter der Stadt
- Álvaro Semedo (1585–1658), jesuitischer Missionar in China, 1641 Autor eines europaweit bedeutenden Buches über China
- Joaquim Mendes dos Remédios (1867–1932), Schriftsteller, Minister und Hochschullehrer, Rektor der Universität Coimbra
- Tude Martins de Sousa (1874–1951), Autor, Journalist und Verwaltungsökonom
- Jaime do Inso (1880–1967), Marineoffizier, Autor und Orientalist
- Manuel da Cruz Malpique (1902–1992), Schriftsteller
- Augusto Pinheiro (1905–1994), Maler
- Fernando Eduardo Carita (1961–2013), Schriftsteller